# 汉字英雄
《汉字英雄》是河南卫视与爱奇艺联手打造的网台联动的文化综艺季播节目。该节目由马东兼任制作人与主持人，全新的制作模式使得该节目广受好评，并引起社会对汉字与传统文化的重视。

## 节目简介
《汉字英雄》融合文化与娱乐，旨在在为青少年打造展示自己掌握汉字水平的机会和舞台、提高当下电视和网络节目的内容深度。爱奇艺与河南卫视首次从节目策划、节目制作、节目推广及节目招商等方面联手操作，将电视台和视频网站的资源打通，标志着台网联动已经升级到网台联动时代。
该节目由爱奇艺首席内容官马东主持，于丹、高晓松、张颐武等文化名人加盟担当评委。
同名手机APP“汉字英雄”也同步上线，截至2013年8月31日，下载量超过120万。

## 各季比賽

### 第一季
汉字英雄第一季於2013年7月11日開始，2013年8月30日終。
2013年8月30日，《汉字英雄》第一季总决赛播出，陈怡羲荣获汉字状元，刘冠文荣获汉字榜眼，朱远航荣获汉字探花。

### 第二季
第二季於2014年1月17日開始，2014年3月14日終。

## 影響
2013年夏季暑期档，歌唱类情感类选秀节目混战扎堆，而《汉字英雄》却吸引了观众眼球，掀起汉字风暴，自开播以来收视率逐步上升，频频跻身全国收视前十。2013年《汉字英雄》复赛第二轮，以0.65高收视率稳坐全国第四的宝座，成为暑期档综艺节目一匹黑马。最高收视达近0.9%，收官总决赛收视为0.85%。
随着《汉字英雄》关注度攀升，汉字书写问题重新受到人们关注，不少白领观众在观看后，用手写板代替了传统键盘。

## 外部連結
- 汉字英雄的新浪微博
- 汉字英雄第1季 （页面存档备份，存于）-综艺-高清正版在线观看-爱奇艺